# ヤニック・ジョジオン
ヤニック・ジョジオン（Yannick Jauzion、1978年7月28日-）はフランス、カストル（タルヌ県）出身のラグビー選手。センターとして、フランス代表とスタッド・トゥールーザンでプレーしている。

## 人物
ジョジオンはまずグローレ（Graulhet）でプレーをし、トゥールーズの隣りに位置するコロミエのチームに4年間在籍した後、スタッド・トゥールーザンで才能を開花させた。
トゥールーズにあるピュルパン高等農業学校を卒業し、技師の資格を取得している。
2004-2005年シーズンのフランス代表の最優秀選手に、2005年のTop14（当時はTop16）の最優秀選手に選ばれた。また、ラグビー専門紙ミディ・オランピックが選ぶ2005年度のリーグ最優秀選手賞も獲得した。
現在、世界でもっとも才能あるセンターの一人とされ、オールブラックスも「欲しがっている」という人までいる。2005年のイギリスのジャーナリストが選ぶ世界最高のチームにも選出された。

## キャリア

### クラブ
- -1998 SC Graulhet（現在3部リーグ）
- 1998-2002 USコロミエ
- 2002-     スタッド・トゥールーザン

### フランス代表
2001年6月16日の南アフリカ戦で初キャップ。

## タイトル

### クラブ
- Top14準優勝：2003, 2006。
- ハイネケンカップ優勝：2003, 2005。

### フランス代表
- 50セレクション。
- 15トライ、1ドロップ、78得点。
- 年ごとのセレクション：3(2001), 2(2002), 9(2003), 8(2004), 10(2005), 5(2006), 13(2007)。
- シックス・ネイションズ出場：2004, 2005, 2006, 2007。
  - グランドスラム（全勝優勝）：2004。
  - 優勝：2006, 2007。

### ワールドカップ
- 2003年 : 4セレクション（フィジー、スコットランド、アイルランド、イングランド）。
- 2007年 : 6セレクション（アルゼンチン、ナミビア、アイルランド、グルジア、ニュージーランド、イングランド）。

### 個人受賞歴
- オスカー・ミディ・オランピック
  - 金賞：2005。
  - 銅賞：2004。